# 万葉代匠記
『万葉代匠記』（まんようだいしょうき）は、江戸時代の国学者・契沖が著した『万葉集』の注釈・研究書。古典学史上画期的なものとして、内外の典籍を自由自在に使用した実証的な注釈が高く評価されている。

## 沿革
「代匠」という語は、『老子』下篇と『文選』第46巻豪士賦の中に出典があり、「本来これを為すべき者に代わって作るのであるから誤りがあるだろう」という意味である。当時、水戸徳川家では、主君の光圀の志により、『万葉集』の諸本を集めて校訂する事業を行っていて、寛文・延宝年間に下河邊長流が註釈の仕事を託されたが、ほどなくして長流が病でこの依頼を果たせなくなったので、同好の士である契沖を推挙した。

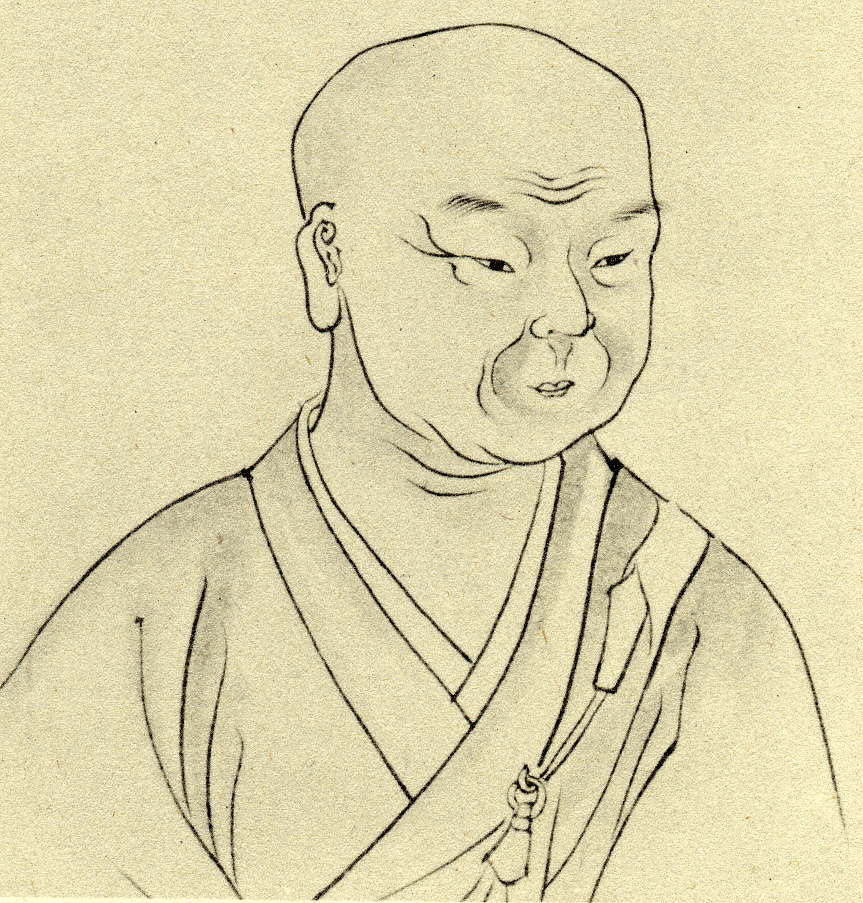
和書漢籍仏典を典拠に示しながら詳細な注釈を施す方法は、仙覚の注釈態度を継承するものであるが、網羅的かつ包括的という点において契沖のが勝る。こうした注釈を通して上代語に対する追究が進み、やがて成立したのが『和字正濫鈔』である。これに準拠した表記法は「契沖仮名遣」と呼ばれ、後世の歴史的仮名遣の成立に大きな影響を与えた。

契沖が『代匠記』に着手したのは天和3年（1683年）の頃であり、「初稿本」は元禄元年（1688年）頃に、「精選本」は元禄3年（1690年）に成立した。「初稿本」が完成した後、水戸家によって作られた校本と『詞林采葉抄』が契沖に貸し与えられ、それらの新しい資料を用いて「初稿本」を改めたのが「精選本」である。「初稿本」は世の中に流布したが、「精選本」は光圀の没後における水戸家の内紛などにより、日の目を見ることのないまま水戸家に秘蔵され、明治になって刊行された。

## 内容
「初稿本」は長流の説を引くことが多く、一つの歌に対する契沖の感想や批評がよくあらわれている。純粋に歌の解釈のみを提出し、文献を基礎にして確実であるという点では、「精選本」の方が優れているという。契沖は「古典の理解にあたっては現在の価値観を読み込むのではなく、書かれた当時の時代を明らかにすべき」と説き、それによって古典の文章の意味を宗教的教義や道徳的教戒へと牽強付会する従来の解釈を排したほか、後世の解釈を無批判に受け入れることを戒めている。「『万葉集』を証拠立てて研究するためには、『万葉集』よりも古い書物を使用しなければならない」という命題は、契沖の文献学の根本原理であるだけでなく、現代の文献学的研究の目指すべきところである。

## 評価
『万葉集』研究としての『代匠記』は、鎌倉時代の仙覚や元禄期の北村季吟に続いて、画期的な事業と評価されている。仏典漢籍の莫大な知識を補助に、著者の主観・思想を交えないという註釈と方法が、もっともよく出ている契沖の代表作で、以後の『万葉集』研究に大きな影響を与えた。

## 注解本
- 佐佐木信綱編『日本歌學大系』巻7、文明社
- 佐々木信綱ほか共編『契沖全集』第1-4巻、朝日新聞社
- 築島裕ほか編『契沖全集』第1-7巻、岩波書店